# Henry Daras
Henry Daras, né le 9 décembre 1850 à Rochefort (Charente-Maritime) et mort le 10 mai 1928 à Angoulême, est un peintre français. 

## Biographie
Henry Daras commence ses études à l'école des Eaux et Forêts, mais change d'orientation en entrant dans l'atelier de Cabanel, puis dans celui d'Élie Delaunay. Mais c'est surtout dans l'atelier de son troisième maître, Puvis de Chavannes, qu'il trouve véritablement son style. Pendant son apprentissage, il va produire de nombreuses œuvres symboliques et religieuses non académiques (il reçoit des commandes pour l'église Saint-François de Sales à Paris et Saint-Martial à Angoulême). Il peint un Saint Vincent de Paul pour une congrégation de Santander.
Après la mort de Puvis de Chavannes (1898), revenu à Angoulême, il affirme un style personnel avec des portraits remarquables, des paysages de Charente, du Poitou et de Picardie. Chaque année, il envoie une ou deux œuvres d'abord à la Société des artistes français puis à la Société nationale des beaux-arts dont il devient sociétaire en 1920. Il y expose alors des paysages et, en 1924, les toiles Les Vierges folles et Portrait de ma petite-fille. 
Bien qu'éloigné du mouvement artistique parisien, son style évolua presque à l'abstraction dans les dernières années de sa vie. Il resta toujours très proche de ses anciens amis (Davison, Ary Renan, Aman-Jean, Albert Siffait de Moncourt) et d'Albert Bartholomé.

## Galerie

Peintures au musée des beaux-arts d'Angoulême
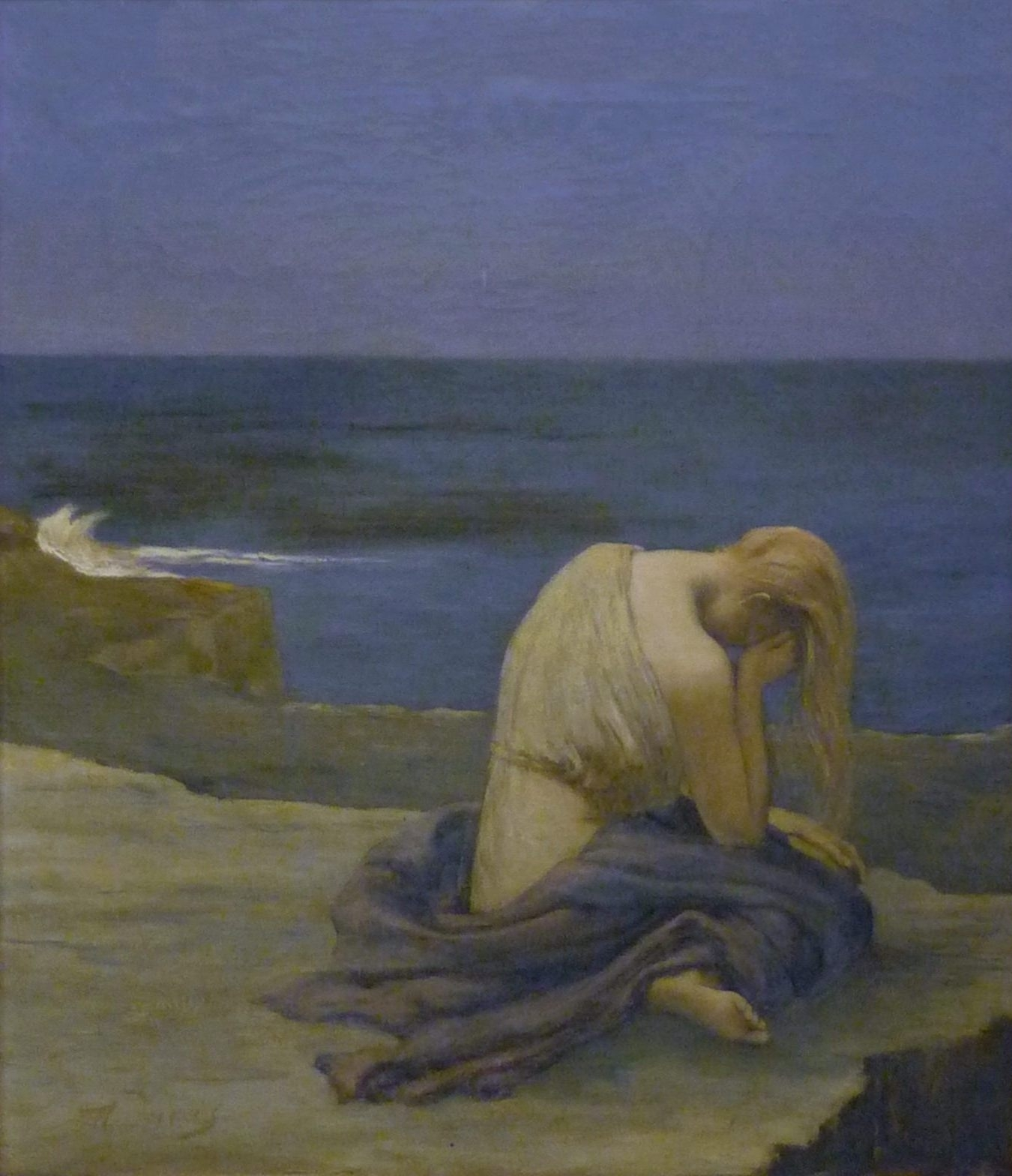
Femme pleurant à la fin du jour, vers 1918
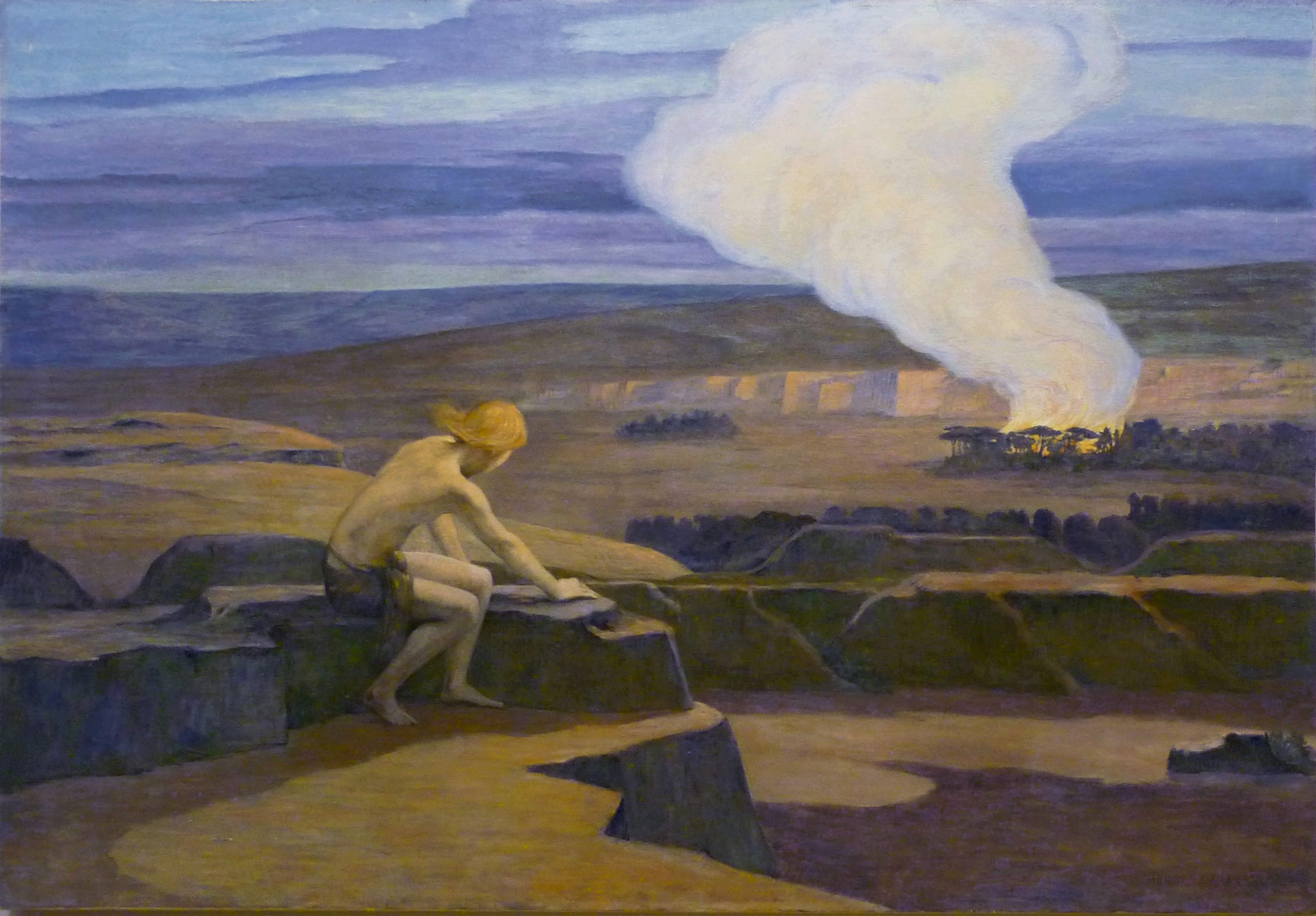
Le buisson ardent, vers 1895-1900
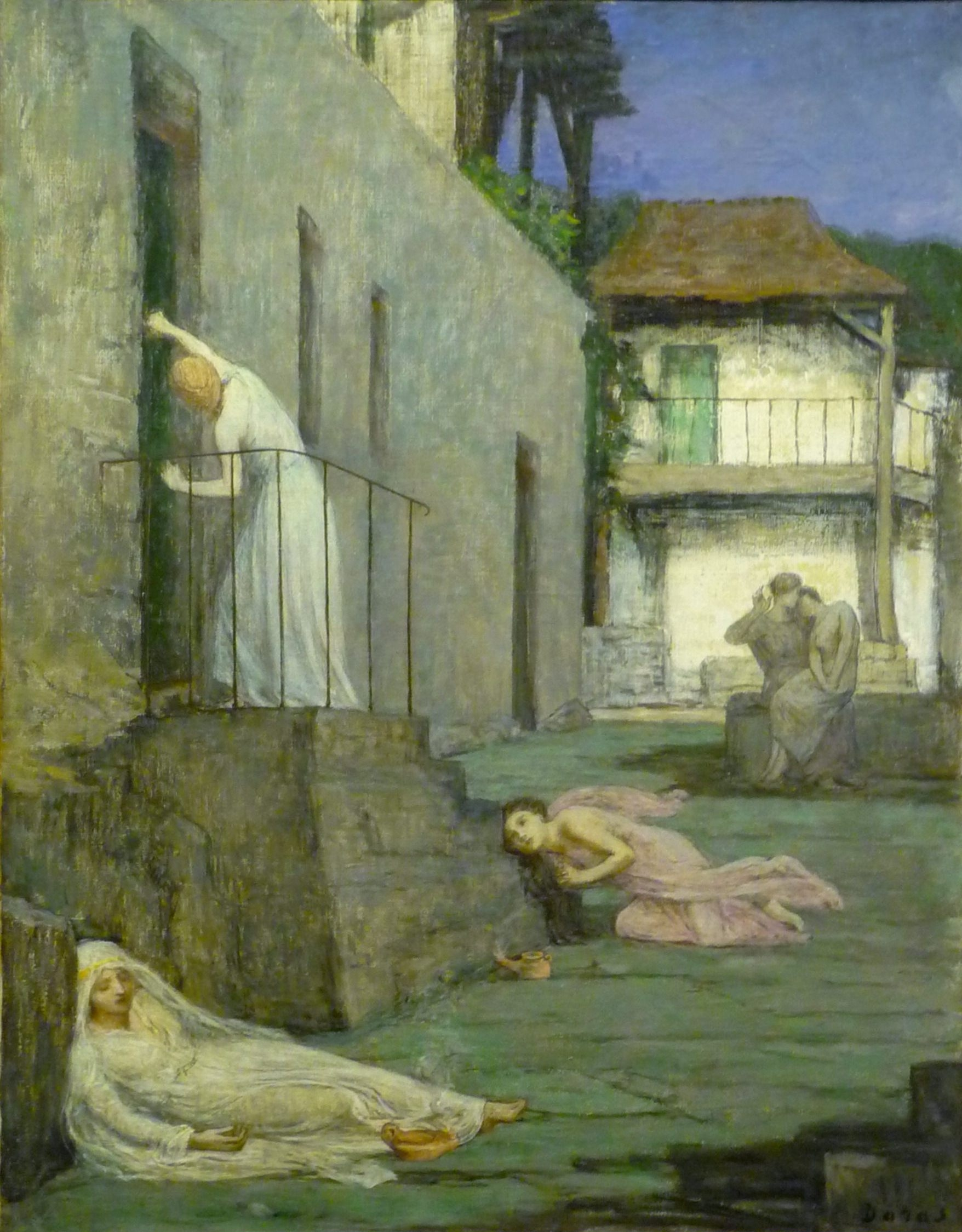
Les vierges folles, 1923
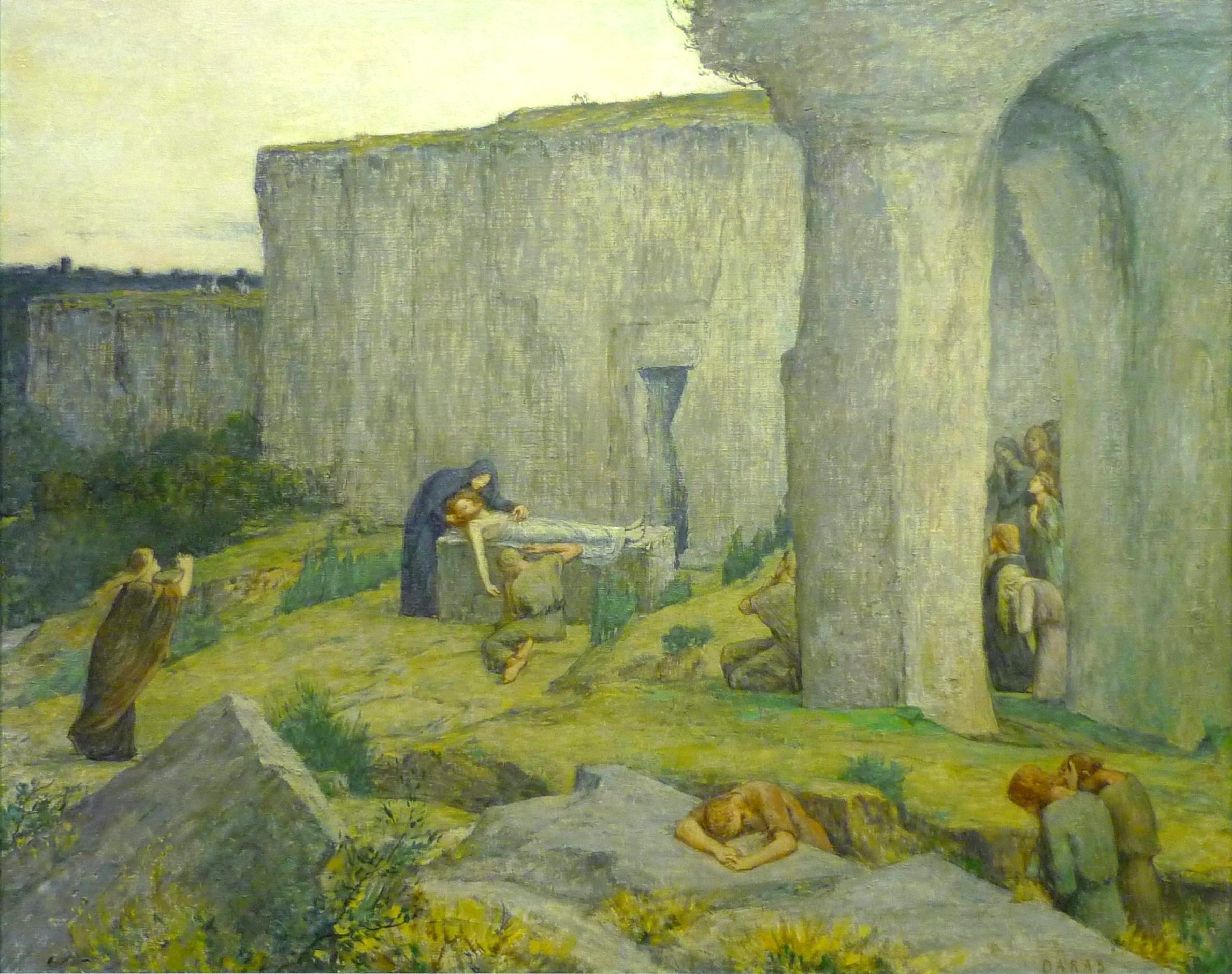
La Pierre de l'Onction, 1923

## Expositions

### Expositions temporaires
- De son vivant, Henry Daras fit plusieurs expositions à Angoulême.
- En 1986, l'exposition d'une centaine d'œuvres est organisée par les musées des villes d'Angoulême, Poitiers, Rochefort et Montmorillon.
- Femme pleurant la fin du jour a été exposée à Brescia dans le cadre de l'exposition Da Pont-Aven ai nabis en 1999-2000.
- Des œuvres de Daras ont été exposées à l'exposition Puvis de Chavannes, une voie singulière au siècle de l'impressionnisme en 2005-2006 au Musée de Picardie d'Amiens.

### Expositions permanentes
- Musée des beaux-arts d'Angoulême
- Église Saint-François-de-Sales (Paris), décoration de la Chapelle du Sacré-Cœur.
- Église Saint-Martial d'Angoulême
- Église Saint-Hilaire (Adriers)
- Musée du Petit-Palais à Paris
- Musée Sainte Croix de Poitiers